# Clauser–Horne–Shimony–Holt-olikheten
Clauser–Horne–Shimony–Holt-olikheten (CHSH-olikheten) är en olikhet inom kvantmekaniken som kan användas för att testa om lokala dolda variabel-teorier kan reproducera experimentella mätvärden. Olikheten är en typ av Bellolikhet och kan användas för att bevisa Bells teorem. Den är uppkallad efter fysikerna John Clauser, Michael Horne, Abner Shimony och Richard Holt, som formulerade olikheten 1969.
CHSH-olikheten ger ett villkor för korrelationerna mellan experimentellt mätbara storheter, observabler, under antagandet att mätresultaten kan förklaras av en lokal gömd variabel-teori. Genom att experimentellt påvisa att de mätbara korrelationerna kan bryta mot CHSH-olikheten kan alla typer av lokala gömda variabel-teorier förkastas. Experiment sedan 1980-talets början har genom CHSH-olikheten visat att gömda variabler-teorier, till skillnad från kvantmekaniken, inte kan förklara experimentella data.

## Formulering
Låt anta att två partiklar har spatiellt separerats och skickats till två olika detektorsystem {\displaystyle A} och {\displaystyle B}. Vid varje detektorsystem mäts en viss lokal observabel, först med detektorinställningarna {\displaystyle \mathbf {a} } respektive {\displaystyle \mathbf {b} } och sedan med inställningarna {\displaystyle \mathbf {a} '} respektive {\displaystyle \mathbf {b} '}. Om {\displaystyle E(\mathbf {a} ,\mathbf {b} )} betecknar korrelationen mellan utfallet av mätningen vid {\displaystyle A} och utfallet av mätningen vid {\displaystyle B} givet en viss detektorinställning ({\displaystyle \mathbf {a} ,\mathbf {b} }) så ges CHSH-olikheten av
| Clauser–Horne–Shimony–Holt-olikheten {\displaystyle E(\mathbf {a} ,\mathbf {b} )-E(\mathbf {a} ,\mathbf {b} ')+E(\mathbf {a} ',\mathbf {b} )+E(\mathbf {a} ',\mathbf {b} ')\leq 2} |